# Olivier, Olivier
Pour les articles homonymes, voir Olivier (homonymie).
Pour plus de détails, voir Fiche technique et Distribution.
Olivier, Olivier est un film français réalisé par Agnieszka Holland, sorti en 1992.

## Synopsis
Élisabeth et Serge Duval vivent heureux avec leurs deux enfants dans une belle et vaste maison de campagne. Leur vie bascule le jour où leur fils de neuf ans, Olivier, disparaît sans explication, après être parti à vélo voir sa grand-mère malade dans la ville voisine. L’enquête ne donne rien et la famille reste meurtrie, sans savoir si Olivier a été enlevé, assassiné ou bien s’il s’est enfui.
Quelques années plus tard, Le policier qui a conduit les recherches est muté à Paris. Un jour, il se retrouve face à un adolescent sans domicile fixe qui se livre à la prostitution, et dont le physique lui rappelle le jeune Olivier. Le policier ramène au foyer des Duval, cet adolescent qui répond au signalement, mais reste flou sur son identité. Élisabeth retrouve sa joie de vivre, mais la fille aînée, Nadine, se montre sceptique…  Qui est ce nouvel Olivier ? Et qu’est-il arrivé à son frère Olivier ?

## Fiche technique
- Titre : Olivier, Olivier
- Réalisation : Agnieszka Holland

Assistants à la mise en scène : Michel Ferry et Kalinka Weiler
- Scénario : Agnieszka Holland

Adaptation : Agnieszka Holland et Yves Lapointe
Dialogues : Agnieszka Holland et Régis Debray
- Production : Oliane Productions

Coproduction : Films A2, avec la participation de Canal+, Sofica Investimatage 3 et le CNC
Productrice déléguée : Marie-Laure Reyre
Producteur associé : Christian Ferry
Directeur de production : Gérard Molto
- Musique : Zbigniew Preisner
- Photographie : Bernard Zitzermann

Assistants opérateur : Alexandre de Mortemart, Sophie Charrière et Fabienne Delateau
- Son : Pierre Befve
- Scripte : Christine Raffa-Catonné
- Casting : Margot Capelier
- Montage : Isabelle Lorente
- Pays d'origine :  France
- Format : Couleurs - 1,85:1 - Mono
- Distribution : Bac Films
- Tournage : Château de Beautour (La Roche-sur-Yon, Vendée) et Marines
- Genre : drame
- Durée : 110 minutes
- Date de sortie : France : 28 octobre 1992

## Distribution
- François Cluzet : Serge Duval
- Brigitte Roüan : Élisabeth Duval
- Jean-François Stévenin : l'inspecteur Druot
- Grégoire Colin : Olivier
- Marina Golovine : Nadine
- Frédéric Quiring : Marcel
- Faye Gatteau : Nadine petite
- Emmanuel Morozof : Olivier petit
- Florian Billion : Petit Paul
- Carole Lemerle : Babette petite
- Madeleine Marie : La grand-mère
- Jean-Bernard Josko : le flic
- Lucrèce de La Chenardière : la voisine
- Alexis Derlon : Micky
- Mathias Jung : Simard
- Vanessa Martin : Babette

## Autour du film
- Inspiré d'un fait divers survenu en France en 1984, Agnieszka Holland avait écrit un premier scénario en 1985. À la suite de divers engagements pour réaliser Le Complot, puis Europa Europa, elle n'a repris le projet d'Olivier, Olivier que six ans plus tard.
- « (Agnieszka Holland) sait traquer les difficiles relations de l'adulte et de l'enfant dans un monde qui ne respecte plus rien ni personne. Avec délicatesse, sans jamais succomber au moralisme désuet, elle dénonce l'abandon de valeurs qui laisse chacun à la merci de ses seuls instincts ou intérêts. (...) Elle (Agnieszka Holland) manie le suspens et l'inattendu avec grand art. »[1]